# Dan Swanö
Dan Erland Swanö (ur. 10 marca 1973 w Finspång, Östergötland) – szwedzki kompozytor, muzyk, multiinstrumentalista oraz wokalista i producent, muzyk sesyjny. Znany z występów i współpracy z grupami w gatunkach black metal, death metal, metal progresywny oraz rock progresywny. Przez wiele lat był liderem nieistniejącej już, deathmetalowej formacji Edge of Sanity. Obecnie jest wokalistą, gitarzystą i klawiszowcem w szwedzkim zespole Nightingale.
Swanö współpracował i występował także z takimi grupami muzycznymi jak: Altar, Another Life, Bloodbath, Brejn Dedd, Canopy, Cronian, Diabolical Masquerade, Evoke, Godsend, Gwynbleidd, Infestdead, Kaoteon, Karaboudjan, Katatonia, Maceration, Mahlstrøm, Masticate, November's Doom, Odyssey, Opeth, Overflash, Pan.Thy.Monium, Ribspreader, Route Nine, Sörskogen, Star One, Steel, Subway Mirror, The Lucky Seven, The Project Hate MCMXCIX, Therion, Total Terror, Ulan Bator, Under Black Clouds, Unicorn, WWounded Knee.

## Wybrana dyskografia
| Albumy solowe - Moontower (1998) Odyssey - Odyssey (1999) - Reinventing the Past (2010) Bloodbath - Resurrection Through Carnage (2002) - Nightmares Made Flesh (2005) |  | Nightingale - The Breathing Shadow (1995) - The Closing Chronicles (1996) - I (2000) - Alive Again (2003) - Invisible (2004) - White Darkness (2007) |